# Okey
Okey es un juego de azar, lógica y memoria que se juega con fichas rectangulares y soportes. La palabra “okey” también es el nombre de la ficha comodín en el juego. En el juego, cada jugador intenta completar ciertos conjuntos organizando las fichas que tiene en la mano de acuerdo con las reglas del juego. El jugador que termina su mano más rápidamente gana esa ronda. Con raíces en el dominó, okey es un juego muy popular en Turquía y entre las comunidades turcas en el extranjero.
En la versión más común, hay un total de 106 fichas en dos juegos. Las fichas están divididas en cuatro colores (rojo, amarillo, negro y azul) y numeradas del 1 al 13. Hay dos de cada número. Además de estas, hay un total de dos fichas llamadas ‘okey falso’ entre todas las fichas. Al comienzo del juego, se le dan quince fichas a un jugador y catorce fichas a los otros tres jugadores. El jugador con quince fichas comienza el juego y descarta una ficha. En cada turno, los jugadores intentan terminar sus manos tomando una ficha de la mesa o de las fichas alineadas y descartando una ficha de su soporte. Las fichas descartadas son visibles para los otros jugadores (las fichas descartadas se apilan, pero si un jugador declara un doble, entonces todas las fichas se revelan). Cuando el juego está atascado, el jugador con el okey puede descartar el okey real y decir “quema el okey”. La ficha de okey falso no se puede usar junto al okey revelado en la mesa en el mismo conjunto. Sin embargo, nadie puede ver las fichas en los soportes de los otros jugadores.

## Historia
- Datos: Q903415